# クリエイティブ・コモンズ
クリエイティブ・コモンズ（英: Creative Commons、略称: CC）とは、著作物の適正な再利用の促進を目的として、著作者がみずからの著作物の再利用を許可するという意思表示を手軽に行えるようにするための様々なレベルのライセンスを策定し普及を図る国際的プロジェクト及びその運営主体である国際的非営利団体の名称である。
クリエイティブ・コモンズが策定した一連のライセンスはクリエイティブ・コモンズ・ライセンスと呼ばれる。

## 理念
情報を共有しようとすると、知的所有権法や著作権法が障害になる場合があるが、この運動の基本的なねらいは、そのような法的問題を回避することにある。
これを達成するために同プロジェクトは著作権者が作品のリリースにあたって無料で利用できるようなライセンスのプロトタイプを作成、提供し作品がウェブ上で公開される際に検索や機械処理をしやすいようなRDF (XML) によるメタデータのフォーマットを提案している。

## 略歴
2001年、クリエイティブ・コモンズはアメリカ合衆国で非営利団体として設立された。発起人はローレンス・レッシグを始め知的所有権問題、インターネット法などの専門家を多く含む。ナイキとベストバイが共同で参加した。翌2002年12月、プロジェクトの最初の成果として4つの選択肢を複合して11種類のクリエイティブ・コモンズ・ライセンス バージョン1を発表した。
2004年、ネットワーク上でのリソースの流通に寄与する活動が認められ、アルス・エレクトロニカ賞を受賞した。
2008年、CEO（最高経営責任者）を務めたLarry Lessigが退任し、同CEOには、同団体の理事長を務めていた伊藤穣一が就任した。
2011年6月、クリエイティブ・コモンズは、クリエイティブ・コモンズ・ライセンスを利用したプロジェクトやクリエイターの活動をまとめた世界各国の事例集『The Power of Open』をリリースした。
2013年3月26日、日本の文化庁は、これまで策定を検討していた独自ライセンス「CLIPライセンス」の計画を破棄し、著作物の利用許諾について意思表示するライセンスとしてクリエイティブ・コモンズを支援していくと表明した。
2017年2月、Creative Commons Searchをクリエイティブ・コモンズ作品の検索エンジンとして公開した。

## ライセンス

CC BY-ND

CC BY-NC-ND

CC BY-SA

CC BY-NC-SA

CC0

PDM

クリエイティブ・コモンズは著作権のある著作物の配布を許可するライセンスと、作品をパブリックドメインであると宣言するツールを提供している。

CC BY

作品を複製、頒布、展示、実演を行うにあたり、著作権者の表示を要求する。

CC BY-NC

作品を複製、頒布、展示、実演を行うにあたり、著作権者の表示を要求し、非営利目的での利用に限定する。

CC BY-ND

作品を複製、頒布、展示、実演を行うにあたり、著作権者の表示を要求し、いかなる改変も禁止する。

CC BY-NC-ND

作品を複製、頒布、展示、実演を行うにあたり、著作権者の表示を要求し、非営利目的での利用に限定し、いかなる改変も禁止する。

CC BY-SA

作品を複製、頒布、展示、実演を行うにあたり、著作権者の表示を要求し、作品を改変・変形・加工してできた作品についても、元になった作品と同じライセンスを継承させた上で頒布を認める。

CC BY-NC-SA

作品を複製、頒布、展示、実演を行うにあたり、著作権者の表示を要求し、非営利目的での利用に限定し、作品を改変・変形・加工してできた作品についても、元になった作品と同じライセンスを継承させた上で頒布を認める。

CC0

権利者が自分の作品を能動的にパブリックドメインに置くツールである。CC0は2007年に開発が始まり、2009年に公開された。

PDM

既にパブリックドメインになっている作品に標示するツールである。PDMは2010年に公開された。

## プロジェクト

### Global Affiliate Network
Global Affiliate Networkは、クリエイティブ・コモンズの国際化および多文化展開を進めるプロジェクトである。85ヵ国以上の国でボランティアおよびコミュニティメンバーが参加している。
クリエイティブ・コモンズの国際化は、クリエイティブ・コモンズの公認連携組織として各国で組織が立ち上げられ、各国語版のクリエイティブ・コモンズ・ライセンスの翻訳や、地域毎でのクリエイティブ・コモンズに関わる活動をしている。クリエイティブ・コモンズはGlobal Affiliate Networkを通してクリエイティブ・コモンズの活動を広め、クリエイティブ・コモンズ・ライセンスが利用可能な地域の展開を進めている
多文化展開は大きく分けて「Open Education Platform」「Copyright Reform Platform」「Community Development Platform」「GLAM Platform」の4つの分野で展開を進めている。
Open Education Platformでは、Open Education Resource（OER）に主観を置いて教育、学習、研究の分野でのリソースのオープンアクセス化を図っている。
Copyright Reform Platformでは、インターネット社会（デジタル作品）での著作権の在り方の再構成を図っている。
GLAM Platformでは、美術館、図書館、公文書館、博物館の所蔵する作品のオープンアクセス化を図っている。

### Creative Commons Search
Creative Commons Searchは、クリエイティブ・コモンズ・ライセンスもしくはパブリック・ドメイン・マークで公開されている作品を検索する場を提供する。2017年2月に立ち上げられ、初期の検索対象は500px、ヨーロピアナ、Flickr、メトロポリタン美術館、ニューヨーク公共図書館、アムステルダム国立美術館であった。Creative Commons Searchはそれらに所蔵されている高品質の作品をオンラインで検索するサービスを提供する。検索機能の他、二次著作物への派生サポート、ソーシャルネットワーク機能を計画している。

### 過去のプロジェクト
Creative Commons Labs
クリエイティブ・コモンズに関わる試験的なテクニックやソフトウェアを公開していた。2018年現在は休止しているが、クリエイティブ・コモンズに関わるソフトウェア等はgithubでオープンソースソフトウェアとして開発が進められている。
サイエンス・コモンズ
科学研究の分野で研究成果をオープンアクセスで共有し、同分野の発展を手助けする戦略およびツールを設計、開発するプロジェクトである。2005年、クリエイティブ・コモンズのプロジェクトとして立ち上げられた。2009年にプロジェクトは終了し、クリエイティブ・コモンズへ活動を統合した。
ccMixter
クリエイティブ・コモンズ・ライセンスで頒布される再利用可能な各種音源を提供するコミュニティウェブサイトである。2004年、クリエイティブ・コモンズのプロジェクトとして立ち上げられた。2009年、ArtisTech Mediaにプロジェクトの運営を移管した。
iCommons
クリエイティブ・コモンズの国際化を推進するプロジェクトである。2008年を皮切りに、iコモンズ・サミットとして各国でのクリエイティブ・コモンズのイベントを開催した。

## 関連団体

### クリエイティブ・コモンズ・ジャパン

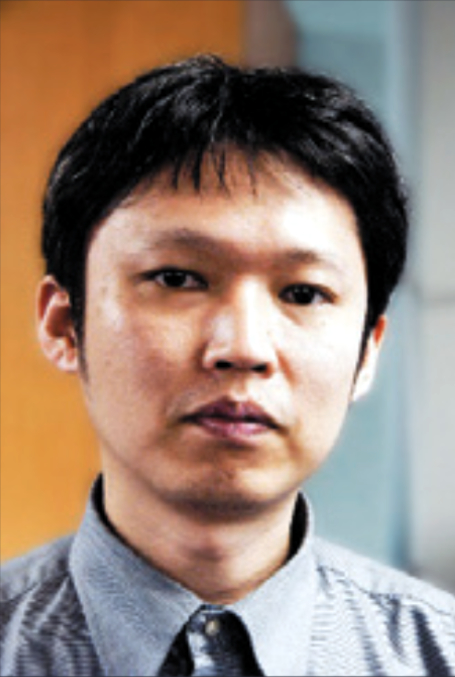
コモンスフィア理事長を務める渡邊智暁

2003年6月にはクリエイティブ・コモンズ・ジャパン（CCJP）が発足。これは上記のライセンスを日本の法体系に即したものにすることを目的としたインターナショナル・コモンズ（iコモンズ）の一環である。同時にクリエイティブ・コモンズ・ジャパンもiコモンズの一環として日本語版クリエイティブ・コモンズ・ライセンスを発表した。
2007年7月25日、活動母体を特定非営利活動法人化し、初代の理事長に中山信弘（東京大学名誉教授）が就任した。2013年2月、法人名をクリエイティブ・コモンズ・ジャパンからコモンスフィアに変更した。2016年3月からは渡邊智暁（慶應義塾大学大学院政策・メディア研究科特任准教授）が理事長を務めている。
本部は東京都品川区上大崎4丁目

### 情報サイト
紹介、リンク集、および英文資料の和訳などが提供されているサイト（又はサイトの一部）を以下に挙げる。
- Mat creative commons日本語情報[リンク切れ]
- 結城浩 「クリエイティブ・コモンズ 関連文書の日本語訳」（2003年のウェブログの和訳などもある）
- 神崎正英 「クリエイティブ・コモンズのメタデータ」
- The Power of Open（世界各国の事例集）

### 案内記事
既に挙げたものの他に以下の文章はクリエイティブ・コモンズについての入門、紹介文章として頻繁に言及される。
- 荒川靖弘 「クリエイティブコモンズについて」 2003年1月- - ウェイバックマシン（2015年5月26日アーカイブ分）
- 長野弘子 「共有することから生まれた「クリエイティブ・コモンズ」～デジタル時代にふさわしい著作権のかたちとは?～」『OCS NEWS』 2003年1月 - ウェイバックマシン（2005年2月4日アーカイブ分）
- 先田千映・白田秀彰・神崎正英「著作権を自分でコントロールするための新しいツール：クリエイティブコモンズとは」『iNTERNET magazine』 2003年4月 (PDF) [リンク切れ]
- かみむら けいすけ「クリエイティブ・コモンズ---知のイノベーションを守るために」 CNET.com 2003年7月18日
- 中川譲「クリエイティブコモンズ」『Web担当者Forum』インプレスR&D 2007年2月1日

### 論考など
- 金子義亮　Net著作権宣言。1998年3月 - ウェイバックマシン（2000年6月15日アーカイブ分）
- 金子義亮　My Rule Your Game -著作権を考えよう!!- 1998年3月 - ウェイバックマシン（2000年5月20日アーカイブ分）
- Karl-Friedrich Lenz（2003）「著作権とCreative Commons 実施権」 2003年7月 (PDF)
- ヴァーチャルネット法律娘真紀奈17歳 （2003）「自由利用マークとCreative Commonsと」2003年3月 - ウェイバックマシン（2003年8月13日アーカイブ分）
- 結城浩（2003）「クリエイティブ・コモンズのライセンスをWeblogツールで使うことの危険性」 2003年4月
- 澁川修一（2003）「Creative Commons-ユーザが積極的に「共有」するためのライセンス 」2003年6月12日
- 土屋大洋（2003）「クリエイティブ・コモンズに気をつけろ」 日本経済新聞 2003年9月18日 - ウェイバックマシン（2004年10月10日アーカイブ分）
- 八田真行（2003）「クリエイティヴ・コモンズに関する悲観的な見解 「オープンソース的著作物」は可能か」 2003年9月29日 japan.linux.com（SourceForge.JP Magazine） - ウェイバックマシン（2010年3月1日アーカイブ分）